# Евансвілл (Іллінойс)
Евансвілл (англ. Evansville) — селище (англ. village) в США, в окрузі Рендолф штату Іллінойс. Населення — 547 осіб (2020).

## Географія
Евансвілл розташований за координатами 38°5′21″ пн. ш. 89°55′57″ зх. д. / 38.08917° пн. ш. 89.93250° зх. д. (38.089045, -89.932543).  За даними Бюро перепису населення США в 2010 році селище мало площу 2,11 км², з яких 2,04 км² — суходіл та 0,07 км² — водойми.

## Демографія
Згідно з переписом 2010 року, у селищі мешкала 701 особа в 274 домогосподарствах у складі 182 родин. Густота населення становила 332 особи/км².  Було 305 помешкань (144/км²).
Расовий склад населення:
| - 96,7 % — білих - 0,7 % — чорних або афроамериканців - 0,3 % — азіатів - 0,1 % — корінних американців |

До двох чи більше рас належало 1,9 %. Частка іспаномовних становила 1,1 % від усіх жителів.
За віковим діапазоном населення розподілялося таким чином: 23,4 % — особи молодші 18 років, 61,2 % — особи у віці 18—64 років, 15,4 % — особи у віці 65 років та старші. Медіана віку мешканця становила 40,1 року. На 100 осіб жіночої статі у селищі припадало 111,1 чоловіків;  на 100 жінок у віці від 18 років та старших — 109,8 чоловіків також старших 18 років.
Середній дохід на одне домашнє господарство  становив 55 688 доларів США (медіана — 44 853), а середній дохід на одну сім'ю — 62 468 доларів (медіана — 50 625). Медіана доходів становила 41 591 долар для чоловіків та 40 278 доларів для жінок. За межею бідності перебувало 21,5 % осіб, у тому числі 28,9 % дітей у віці до 18 років та 4,4 % осіб у віці 65 років та старших.
Цивільне працевлаштоване населення становило 284 особи. Основні галузі зайнятості: освіта, охорона здоров'я та соціальна допомога — 22,2 %, виробництво — 15,5 %, транспорт — 12,3 %, роздрібна торгівля — 12,3 %.